# Straat Sjokalski

Locatie van de Straat Sjokalski

De Straat Sjokalski (Russisch: Пролив Шокальского; Proliv Sjokalskogo), is een zeestraat tussen de Karazee in het westen en de Laptevzee in het oosten, binnen de Russische archipel Noordland. De zeestraat scheidt het zuidoostelijke eiland Bolsjevik van het noordwestelijke eiland Oktoberrevolutie. De zeestraat werd in 1913 ontdekt door de hydrografische expeditie van Boris Vilkitski en werd vernoemd naar de Russische oceanograaf en cartograaf Joeli Sjokalski.
De zeestraat heeft een lengte van ongeveer 106 kilometer en varieert in breedte tussen de 19 en 56 kilometer. De diepte varieert tussen 200 en 250 meter, maar in de vaargeul is de minimale diepte 55 meter. Gedurende het grootste deel van het jaar is de straat bevroren. Aan noordwestelijke zijde bevinden zich de Maratafjord en de Berenbocht (boechta Medvezja) en in het oostelijke deel de Ambabocht en de fjorden Partizanski, Spartak en Telmana. In de Ambabocht stroomt de Ambarivier uit.
De kusten zijn steil en er bevinden zich vele gletsjers, zoals de Karpinski, Moesjketov, Semjonov-Tjan-Sjanski, Grotov en Universiteit (Oeniversitetski), die ijsbergen vormen. De belangrijkste kapen zijn Afonina en Olovjanny, op Oktoberrevolutie en Zoeb, Bratjev Ignatovych, Zjoeravjlova, Spartak en Telmana op Bolsjevik. In de zeestraat liggen onder andere de eilanden Najdjonysj, Malysj, de Matrozen-eilanden (Matrosskie ostrova), Porzjok, Arngolda, de Poezeneilanden (ostrova Kosjki), Storezjevoj, de Kusteilanden (Beregovye ostrova), de Boeroennye-eilanden en de Rode Vlooteilanden (Krasnoflotskie ostrova).